# Canyon SRAM Racing/Saison 2023
Diese Liste beschreibt den Kader und die Erfolge des Radsportteams Canyon SRAM Racing in der Saison 2023.

## Kader
| Teamkader 2023                   | Teamkader 2023     | Teamkader 2023         | Teamkader 2023                              |
| Name                             | Geburtsdatum       | Land                   | Vorheriges Team                             |
| -------------------------------- | ------------------ | ---------------------- | ------------------------------------------- |
| Ricarda Bauernfeind              | 1. April 2000      | Deutschland            | Canyon//SRAM Generation (2022)              |
| Shari Bossuyt                    | 5. September 2000  | Belgien                | NXTG Racing (2021)                          |
| Neve Bradbury                    | 11. April 2002     | Australien             |                                             |
| Elise Chabbey                    | 24. April 1993     | Schweiz                | Équipe Paule Ka (2020)                      |
| Tiffany Cromwell                 | 6. Juli 1988       | Australien             | Orica-AIS (2013)                            |
| Chloé Dygert                     | 1. Januar 1997     | Vereinigte Staaten     | Sho-Air Twenty20 (2020)                     |
| Alex Morrice                     | 25. April 2000     | Vereinigtes Königreich |                                             |
| Antonia Niedermaier              | 20. Februar 2003   | Deutschland            | Canyon//SRAM Generation (2022)              |
| Katarzyna Niewiadoma             | 29. September 1994 | Polen                  | WM3 (2017)                                  |
| Soraya Paladin                   | 4. Mai 1993        | Italien                | Liv Racing (2021)                           |
| Pauliena Rooijakkers             | 12. Mai 1993       | Niederlande            | Liv Racing (2021)                           |
| Sarah Roy                        | 27. Februar 1986   | Australien             | Team BikeExchange (2021)                    |
| Agnieszka Skalniak-Sójka         | 22. April 1997     | Polen                  | Atom Deweloper-Posciellux.pl-Wrocław (2022) |
| Alice Towers                     | 12. Oktober 2002   | Vereinigtes Königreich | Le Col-Wahoo (2022)                         |
| Maike van der Duin               | 12. September 2001 | Niederlande            | Le Col-Wahoo (2022)                         |
| Zoe Bäckstedt (1. Sep.–31. Dez.) | 24. September 2004 | Vereinigtes Königreich | Tormans CX Team (2022)                      |
|                                  |                    |                        |                                             |
| Quelle: ProCyclingStats          |                    |                        |                                             |

## Siege
| Siege    | Siege                                                            | Siege                  | Siege  | Siege                    | Siege |
| Datum    | Rennen                                                           | Staat                  | Klasse | Siegerin                 |       |
| -------- | ---------------------------------------------------------------- | ---------------------- | ------ | ------------------------ | ----- |
| 19. Mär. | Tour de Normandie Féminin, 3. Etappe                             | Frankreich             | 2.1    | Shari Bossuyt            |       |
| 27. Mai  | RideLondon Classique, 2. Etappe                                  | Vereinigtes Königreich | 2.WWT  | Chloé Dygert             |       |
| 22. Jun. | Polnische Meisterschaften, Einzelzeitfahren der Frauen           | Polen                  | CN     | Agnieszka Skalniak-Sójka |       |
| 22. Jun. | US-amerikanische Meisterschaften, Einzelzeitfahren der Frauen    | Vereinigte Staaten     | CN     | Chloé Dygert             |       |
| 23. Jun. | Deutsche Meisterschaften, Einzelzeitfahren der U23-Frauen        | Deutschland            | CN     | Antonia Niedermaier      |       |
| 25. Jun. | US-amerikanische Meisterschaften, Straßenrennen der Frauen       | Vereinigte Staaten     | CN     | Chloé Dygert             |       |
| 4. Jul.  | Giro d'Italia Women, 5. Etappe                                   | Italien                | 2.WWT  | Antonia Niedermaier      |       |
| 27. Jul. | Tour de France Femmes, 5. Etappe                                 | Frankreich             | 2.WWT  | Ricarda Bauernfeind      |       |
| 10. Aug. | Straßenradsport-Weltmeisterschaften, Einzelzeitfahren der Frauen | Vereinigtes Königreich | CM     | Chloé Dygert             |       |

## UCI-Weltranglisten-Platzierungen
| UCI-Ranking | UCI-Ranking              | UCI-Ranking            | UCI-Ranking |
| Fahrerin    | Fahrerin                 | Land                   | Punkte      |
| ----------- | ------------------------ | ---------------------- | ----------- |
| 6.          | Katarzyna Niewiadoma     | Polen                  | 2333 P.     |
| 18.         | Elise Chabbey            | Schweiz                | 1584.4 P.   |
| 21.         | Chloé Dygert             | Vereinigte Staaten     | 1389.7 P.   |
| 26.         | Soraya Paladin           | Italien                | 1226.3 P.   |
| 39.         | Ricarda Bauernfeind      | Deutschland            | 914.4 P.    |
| 40.         | Maike van der Duin       | Niederlande            | 872 P.      |
| 79.         | Agnieszka Skalniak-Sójka | Polen                  | 487.4 P.    |
| 97.         | Shari Bossuyt            | Belgien                | 362 P.      |
| 113.        | Zoe Bäckstedt            | Vereinigtes Königreich | 324 P.      |
| 119.        | Antonia Niedermaier      | Deutschland            | 314 P.      |
| 169.        | Pauliena Rooijakkers     | Niederlande            | 226.7 P.    |
| 265.        | Neve Bradbury            | Australien             | 133 P.      |
| 368.        | Sarah Roy                | Australien             | 85.3 P.     |
| 380.        | Tiffany Cromwell         | Australien             | 80 P.       |
| 569.        | Alice Towers             | Vereinigtes Königreich | 42.7 P.     |
| 714.        | Alex Morrice             | Vereinigtes Königreich | 28 P.       |